# Hydraena waldheimi
Hydraena waldheimi är en skalbaggsart som beskrevs av Manfred A. Jäch 1987. Hydraena waldheimi ingår i släktet Hydraena och familjen vattenbrynsbaggar. Inga underarter finns listade i Catalogue of Life.